# Saison cyclonique 2015 dans l'océan Atlantique nord
La saison 2015 des ouragans (cyclones tropicaux dans l'océan Atlantique) débute le 1er juin 2015 et va jusqu'au 30 novembre 2015, selon la définition de l'Organisation météorologique mondiale. Le premier système, la tempête tropicale Ana, s'est produite tôt du 7 au 11 mai mais le suivant Bill n'est arrivé qu'à la mi-juin et Claudette en juillet.
Il a fallu attendre la seconde moitié d'août pour avoir plus d'activité. Trois systèmes capverdiens se sont ainsi succédé. En particulier, l'ouragan Fred a traversé l'archipel du Cap-Vert du sud-est au nord-ouest au cours de la journée du 31 août. Il s'agissait du premier ouragan à toucher ce petit pays au large de la côte africaine depuis 1892 selon le National Hurricane Center.
Après une série de faibles systèmes en septembre, l'ouragan Joaquin a atteint la catégorie 4 au début d’octobre et erré pendant deux jours sur les Bahamas avant de suivre une trajectoire le faisant passer près des Bermudes puis courber vers l'Europe. En même temps, une tempête de nature frontale pompant de l'air tropical a donné de la pluie abondante le long de la côte est des États-Unis et du Canada. Les deux ont été erronément amalgamés dans les médias.
Kate a terminé la saison du 9 au 12 novembre, touchant brièvement les Bahamas au niveau de tempête tropicale et atteignant à peine la catégorie 1 de l'échelle des ouragans entre les Bermudes et Terre-Neuve. Elle a fini sa vie en tant que dépression des latitudes moyenne au nord des îles Britanniques, donnant vent et pluie à ces dernières.
Le 25 avril 2016, lors de la 38e réunion du comité des cyclones tropicaux de l'Organisation météorologique mondiale, les noms Erika et Joaquin furent retirés des listes futures à la suite des dégâts et pertes de vie qu'ils ont occasionnés (voir Liste des noms retirés d'ouragans). Ils seront remplacés dans la liste de 2021 par Elsa et Julian.

## Prévisions
Le 9 décembre 2014, un groupe d’experts en assurance, gestion du risque et climatologues du University College de Londres, le Tropical Storm Risk (TSR), a émis sa prévision annuelle de l’activité cyclonique de la saison 2015 dans l’océan Atlantique nord. Dans ce rapport, il est fait mention d’une activité de 20 % inférieure à la moyenne de 1954 à 2014 et de 30 % sous celle de 2005 à 2014. Le groupe prévoyait un total de 13 (±4) tempêtes tropicales, 6 (±3) ouragans, dont 2 (±2) majeurs, et une énergie cumulative des cyclones tropicaux (ACE) de 79 (±58) unités. Cette prévision de peu de système tropicaux était fondée sur la force inhabituelles prévus des alizés dans l’Atlantique entre juillet et septembre. Les grandes marges d’erreurs étaient dues à l’incertitude sur l’intensité de l’El Niño et de la température de surface de la mer. Le développement d'un phénomène El Niño contribue en effet à augmenter le cisaillement vertical de vent, la stabilité atmosphérique, et les mouvements d'air sec et subsident dans la zone de développement des cyclones en Atlantique, ce qui est très défavorable.
| Source                                                  | Date                           | Tempêtes nommées | Ouragans         | Ouragans majeurs         | Réf.   |
| ------------------------------------------------------- | ------------------------------ | ---------------- | ---------------- | ------------------------ | ------ |
| TSR                                                     | 9 décembre 2014                | 13               | 6                | 2                        | [ 3 ]  |
| TSR                                                     | 9 avril 2015                   | 11               | 5                | 2                        | [ 5 ]  |
| CSU                                                     | 9 avril 2015                   | 7                | 3                | 1                        | [ 6 ]  |
| NCSU                                                    | 13 avril 2015                  | 4–6              | 1–3              | 1                        | [ 7 ]  |
| Met Office                                              | 1er juin 2015                  | 8                | 5                | -                        | [ 4 ]  |
| NWS                                                     | 1er juin 2015                  | 6-10             | 3-6              | 0-2                      | [ 4 ]  |
| ECMWF/ ECMWF+Météo-France                               | 1er juin 2015                  | 10/8,8           |                  |                          | [ 4 ]  |
| ––––––––––––––––––––––––––––––––––––––––––––––––––––––– |                                |                  |                  |                          |        |
|                                                         |                                | Tempête nommées  | Ouragans         | Ouragan majeurs          | Réf.   |
| Moyenne (1981–2010)                                     | Moyenne (1981–2010)            | 12,1             | 6,4              | 2,7                      | ,      |
| Moyenne (1991–2020)                                     | Moyenne (1991–2020)            | 14,4             | 7,2              | 3,2                      | [ 10 ] |
| Record d'activité maximum                               | Record d'activité maximum      | 30 (saison 2020) | 15 (saison 2005) | 7 (saisons 2005 et 2020) | [ 11 ] |
| Record de plus faible activité                          | Record de plus faible activité | 4 (saison 1983)  | 2 (saison 1982)  | 0 (saison 1994)          | [ 11 ] |

Quelques mois plus tard, le 9 avril 2015, le groupe a émis une prévision révisée dans laquelle l’activité était encore plus faible, soit de 45 % inférieure à la moyenne de 1950 à 2014 et de 50 % sous celle de 2005 à 2014, pour un ACE de 58 unités. Ces prévisions étaient basées sur une température de surface de la mer prévue bien inférieure à la normale dans l’Atlantique tropical. Le communiqué mentionnait que si la prévision était avérée, l’ACE combiné de 2013 à 2015 constituerait le plus bas depuis la période de 1992 à 1994 et signalerait une fin de la phase d’activité cyclonique importante qui s’était amorcée en 1995.
Le 9 avril, le groupe de l’Université d'État du Colorado (CSU) a également émis ses prévisions. Ce groupe, dirigé par Philip J. Klotzbach et William M. Gray, existe depuis 1981 et a développé une grande expertise dans le domaine. En 2015, leur communiqué mentionne la possibilité de 3 tempêtes nommées avec 3 ouragans, dont un majeur, et un ACE de 40 unités. La probabilité qu’un ouragan majeur frappe la côte est également minimisée. La température inférieure à la normale dans L’Atlantique tropical et le développement d’un épisode d’El Niño d’intensité moyenne sont cités comme facteurs pour le faible nombre de systèmes, comme dans le rapport du TSR.
Le 13 avril 2015, c’était au tour d’un groupe de l’université d'État de Caroline du Nord à émettre ses prévisions. Celui-ci était en accord avec les précédents donnant une saison presque record de faible intensité avec 6 cyclones nommés, d’un à trois ouragans avec seulement un majeur.
En peu plus tard, le Met Office britannique, le National Weather Service des États-Unis et Météo-France ont émis des prévisions assez similaires. Le nombre prévu de cyclones nommés y est compris entre 6 et 10. Le nombre
de phénomènes pouvant atteindre le stade d’ouragan se situe entre 3 et 6, dont 1 majeur. L’énergie cumulative des cyclones tropicaux (ACE), qui prend en compte à la fois intensité et durée de vie des cyclones, est prévue nettement au-dessous de la valeur moyenne.

## Nom des Tempêtes
La liste des noms utilisée pour nommer les tempêtes et les ouragans pour 2015 sera exactement la même que celle de la saison cyclonique 2009. Les noms retirés, si c'est le cas, sera annoncé lors du printemps 2016 lors de la réunion de l'Organisation météorologique mondiale. Aucun nom avait été retiré lors de la saison 2009.
| TT | Ana       |
| TT | Bill      |
| TT | Claudette |
| 3  | Danny     |

| TT | Erika |
| 1  | Fred  |
| TT | Grace |
| TT | Henri |

| TT   | Ida     |
| 4    | Joaquin |
| 1    | Kate    |
| Inc. | Larry   |

| Inc. | Mindy    |
| Inc. | Nicholas |
| Inc. | Odette   |
| Inc. | Peter    |

| Inc. | Rose   |
| Inc. | Sam    |
| Inc. | Teresa |
| Inc. | Victor |

| Inc. | Wanda |

| TT | Ana       |
| TT | Bill      |
| TT | Claudette |
| 3  | Danny     |

| TT | Erika |
| 1  | Fred  |
| TT | Grace |
| TT | Henri |

| TT   | Ida     |
| 4    | Joaquin |
| 1    | Kate    |
| Inc. | Larry   |

| Inc. | Mindy    |
| Inc. | Nicholas |
| Inc. | Odette   |
| Inc. | Peter    |

| Inc. | Rose   |
| Inc. | Sam    |
| Inc. | Teresa |
| Inc. | Victor |

| Inc. | Wanda |

## Cyclones tropicaux

### Tempête tropicale Ana
Le 3 mai, le National Hurricane Center (NHC) a commencé à suivre une de basse pression dans les Bahamas qui avait un certain potentiel pour devenir système tropical. Tôt le 6 mai, une faible dépression s'est formée sous un creux barométrique en altitude, typique d'un développement non tropical mais associé avec une activité orageuse désorganisée entre la Floride et les Bahamas. Le tout se trouvant au-dessus des eaux chaudes du Gulf Stream, la convection a bientôt pris de l'importance et à 3 h UTC le 8 mai (23 h locale le 7 mai), le système est devenu la tempête subtropicale Ana. Il s'agissait du système tropical ou subtropical à se former le plus tôt en saison depuis la tempête tropicale de 2003.
À 11 h UTC le 9 mai, le NHC a reclassé Ana comme tempête tropicale alors que le système était à 170 km au sud-sud-est du cap Fear (Caroline du Nord). Elle se dirigeait lentement vers le nord-ouest. Une intrusion d'air sec et un cisaillement important des vents avec l'altitude gardèrent les orages sur son flanc est. Ana accéléra vers le nord-nord-ouest la nuit suivante et s'est affaibli graduellement en passant sur les eaux du plateau continental. Elle toucha la côte entre Myrtle Beach et North Myrtle Beach (Caroline du Sud) vers 6 h locale le 10 mai . Une fois entrée dans les terres, elle a été absorbée par une creux barométrique et se dirigea vers le nord-est, passant à travers la Caroline du Nord et la Virginie devenant post-tropicale. La dépression restante émergea de la côte de la péninsule de Delmarva le 12 mai puis se dirigea vers le nord-est dans l'Atlantique.
Dès le 7 mai, l'US Coast Guard a dû sauver les occupants d'un voilier dans le port de Charleston qui avait été poussé sur la rive par la houle venant d'Ana
. Les marées plus fortes que la normale causèrent des inondations mineures et de l'érosion des plages. Les effets ont augmenté avec l'approche du système.
Lors de son arrivée, les vents soutenus avaient diminué mais les rafales étaient encore de 100 km/h le long des côtes de Caroline du Sud. Il est tombé plus de 130 mm dans les comtés de Lenoir et Onslow, ainsi que 170 mm près de Kinston, en Caroline du Nord. Les vents cassèrent des arbres qui sont tombés sur les routes, causant un mort dans un accident de la route, et sur des toits. Des pannes de courant et des inondations locales furent également rapportées.

### Tempête tropicale Bill
Pour les articles homonymes, voir Cyclone tropical Bill.
Le National Hurricane Center (NHC) a commencé à surveiller un amas de convection désorganisé dans le nord-ouest de la mer des Caraïbes associé avec une onde courte météorologique sur le 12 juin. Un creux barométrique de surface s'est formée le lendemain matin et a traversé la péninsule du Yucatán et le sud du golfe du Mexique. Une mission de reconnaissance tôt le 15 juin a constaté que la circulation était trop mal définie et large pour une classification. Cependant, un second vol en soirée a constaté que la perturbation avait acquis une organisation suffisante pour être déclarée tempête tropicale et a été nommée Bill.
À 16 h 45 UTC le 16 juin, le cyclone a frappé l'île Matagorda avec des vents en rafales de 95 km/h. Bill s'est rapidement dirigé vers la côte du Texas et a réussi à maintenir sa force. Les discussions météorologiques ont évoqué la possibilité d'un rare effet d'océan brun, qui se produit lorsque les sols déjà humides permettent l'intensification d'un système tropical sur la terre, alors que le sol de cet État était gorgé d'eau à la suite de nombreuses pluies au cours des dernières semaines. Cependant, Bill a rapidement affaibli après avoir touché la côte et a été reclassé en dépression tropicale. Au cours des jours suivant, il a poursuivi sa décroissance lente et sa structure globale s'est détériorée. Le 20 juin, Bill est devenu un cyclone post-tropical.
Le précurseur de Bill a produit de fortes pluies en Amérique centrale. Au Guatemala, les inondations ont touché plus de 100 maisons par un glissement de terrain dans le département d'Alta Verapaz ce qui a tué deux personnes. Deux autres sont morts au Honduras et deux sont portées disparues en raison des inondations. De fortes pluies sont tombées dans certaines parties de la péninsule du Yucatán avec un maximum de 330 mm à Cancún où une personne est morte par électrocution.
Au Texas, plus de 250 vols ont été annulés à l'aéroport de Houston et un ordre d'évacuation volontaire a été publié par le Bureau du comté de Galveston pour les personnes vivant sur la péninsule de Bolivar. Le 16 juillet, une section de l'autoroute 87 a été fermée près de Gilchrist en raison de débris, et à Port Lavaca, le niveau d'eau était d'un mètre au-dessus de la normale en début de la journée. La garde-côtière des États-Unis a fermé les voies d'eau navigables de la baie de Matagorda à celle de Galveston alors que la tempête approchait. Les services de traversiers ont été suspendus en raison de la hausse des niveaux des marées. Quand la tempête tropicale a touché terre, à la fois à Palacios et à Port O'Connor, les rafales de vent ont atteint 85 km/h et l'onde de tempête a donné une marée de 0,9 m supérieure à la normale à Port Lavaca. Les accumulations de pluie ont atteint un maximum de 298,96 mm à l'ouest de Ganado.
En Oklahoma, 100 et 200 mm de pluie sont tombés dans le comté de Carter et le bureau local du National Weather Service local a émis une alerte de crue soudaine pour la région. Un garçon de deux ans a été tué après avoir été happé par les eaux de la rivière à Ardmore. Le corps d'une femme de 80 ans a été retrouvé dans une voiture partiellement submergée par les eaux près de Macomb, mais la cause officielle de la mort est indéterminée.
En Ohio, les restes post-tropicaux de Bill ont causé de fortes pluies le samedi 20 juin. Une partie du sud-ouest de l'État, qui souffrait déjà des effets de pluies prolongées et de bris par le vent au cours des jours précédents à la suite d'orages intenses, est resté sous un avertissement de crue.

### Tempête tropicale Claudette
Le 11 juillet, une dépression des latitudes moyennes est sortie de la côte de Caroline du Nord, se dirigeant vers le Gulf Stream. Le 13 juillet le NHC a débuté l'émission de bulletin lorsque le système est devenu tropical. Se dirigeant vers le nord-est, elle est passée au large la Nouvelle-Écosse (Canada) et est devenue post-tropicale sur les eaux froides dès le 14 juillet. La dépression restante est passée ensuite sur la partie sud-est de Terre-Neuve (péninsule d'Avalon) le 15 et s'est perdue dans l'Atlantique nord. Ce faible système n'a causé qu'un peu de pluie et des vents de 65 km/h sur Terre-Neuve, et des vagues de 5,2 mètres ont été rapportées par une bouée météorologique sur les Grands Bancs.

### Ouragan Danny
La dépression tropicale Quatre assez intense s'est formée au large de la côte africaine, à cause de conditions atmosphériques favorables, le 18 août. Elle est rapidement devenue la tempête tropicale Danny. Puis le 20 août, un œil est apparu et Danny est devenu un ouragan de catégorie 1 à 1 755 km à l'est des îles du Vent et se déplaçant vers l'ouest très lentement. À 15 h UTC le 21 août, Danny est passé à la catégorie 2 à 1 300 km à l'est de l'arc Antillais, puis à la catégorie 3 à 18 h UTC, le premier ouragan majeur de la saison,.
Danny est ensuite entrée dans une zone où le cisaillement vertical des vents et de l'air ont commencé à diminuer son organisation. Son affaiblissement graduel s'est soldé par un passage au seuil de tempête tropicale le 23 août en après-midi. Finalement, le système s'est dissipé le 24 août à 70 km à l'ouest-sud-ouest de la Guadeloupe. La plupart de sa vie s'étant passée en mer, Danny n'a eu que peu d'effets. De 50 à 100 mm sont tombées sur les Petites Antilles dans sa phase de dissipation.

### Tempête tropicale Erika
Après Danny, une autre onde tropicale est sortie de la côte africaine et a suivi le même trajet. Elle est devenue le cinquième phénomène cyclonique de la saison en passant directement au stade de tempête tropicale sous le nom d’Erika le 24 août en fin de journée à environ 1 500 km à l'est des Petites Antilles. La tempête se déplaça ensuite rapidement vers l'ouest à une vitesse de 31 km/h.
Erika a atteint les îles du Vent tôt le matin du 27 août, passant à 55 km au nord de la Guadeloupe. Selon un bilan provisoire des autorités de La Dominique, daté du 27 août, deux personnes ont été portées disparues dans la capitale Roseau et trois autres dans le sud-est de l’île. Le bilan est finalement monté à 20 morts le 29 août. Il est tombé plus de 300 mm de pluie sur l'île. Une vingtaine d’habitations ont été détruites alors que les inondations (la rivière traversant la capitale a débordé en plusieurs endroits) et les glissements de terrain ont fait d’énormes dégâts, selon l'Associated Press. Environ 80 % du pays a été privé d’électricité, ainsi que d’alimentation en eau et l’aéroport international a été fermé.
Après être entrée dans la mer des Caraïbes, Erika a ralenti en passant au sud de Porto Rico puis en longeant la côte sud d'Hispaniola le 28 août. La friction avec les îles ne lui a pas permis de s'intensifier et l'a même légèrement affaibli. Avant l'arrivée de la tempête, la République dominicaine a fermé ses écoles et prié les bateaux de rester à quai. Haïti et Cuba ont également été mis en alerte cyclonique. Erika a traversé la péninsule sud-ouest d'Haïti la nuit du 28 au 29, puis le sud de Cuba. Le 29 août, la friction a eu raison de la tempête qui est devenue une dépression tropicale puis une onde tropicale mal définie se dirigeant vers le sud de la Floride

### Ouragan Fred
Fred est le sixième système tropical et le second à atteindre brièvement le niveau d'ouragan de la saison cyclonique. Né au large de la côte de la Guinée-Bissau d'une onde tropicale provenant du continent africain, il est le premier ouragan à frapper les îles du Cap-Vert depuis 1892 selon les archives du National Hurricane Center des États-Unis. Il a fait des dégâts importants à ces îles et aux pays de la pointe ouest de l'Afrique, en plus de faire sept noyés, avant de se perdre et de se dissiper dans le centre de l'Atlantique nord.
Le NHC a commencé à suivre une onde tropicale sortant de la côte africaine le 27 août. Celle-ci a graduellement développé un système en surface qui est devenu une dépression tropicale le 30 août à 5 h 30 UTC puis la sixième tempête tropicale nommée Fred quelques heures plus tard à 650 km est-sud-est des îles du Cap-Vert. Durant la nuit suivante, Fred est devenu un ouragan de catégorie 1 à 110 km des îles du Cap-Vert tout en poursuivant sa course vers celles-ci.
Fred a traversé l'archipel du sud-est au nord-ouest au cours de la journée du 31 août. À 3 h UTC le 1er septembre, il est retombé au niveau de tempête tropicale à 90 km au nord de Santo Antão, en quittant l'archipel vers le nord-ouest du Cap-vert à 19 km/h dans la circulation de la bordure sud de l'anticyclone des Açores. Il est entré ensuite dans une zone de cisaillement des vents et sur des eaux plus fraîches défavorables à son développement. Fred est redescendu au niveau de dépression tropicale tôt en après-midi du 4 septembre à 2 050 km au sud-ouest des Açores alors que ses vents n'étaient plus que de 55 km/h et que ses orages devenaient de plus en plus désorganisés. Fred s'est dissipé finalement le soir du 6 septembre.

### Tempête tropicale Grace
Une onde tropicale est sortie de la côte africaine près de la Guinée-Bissau le 3 septembre. Elle est devenue une dépression tropicale, le septième système tropical de la saison, le 5 septembre en milieu de journée à 430 km au sud-sud-ouest des îles du Cap-Vert, puis une tempête tropicale quelques heures plus tard,. Après s'être déplacé vers l'ouest à une vitesse de 20 à 30 km/h dans un environnement peu favorable, le système est retombé au niveau de dépression tropicale le 8 septembre en après-midi à 1 990 km à l'est des Petites Antilles.
Grace a finalement dégénéré en une onde tropicale le 9 septembre à 1 350 km des îles du Vent. Les restes désorganisés ont atteint la partie nord de ce groupe d'îles le 11 septembre. Ayant passé toute sa vie en mer, aucun dommage ou perte de vie ne lui sont attribuables. Cependant, l'onde tropicale a donné des pluies fortes par endroits à Porto Rico et aux îles environnantes.

### Tempête tropicale Henri
Le NHC a commencé à suivre un amas orageux au sud-est des Bermudes le 7 septembre. Ce système quasi-stationnaire s'est graduellement développé et un centre de rotation est apparu. La nuit du 8 au 9 septembre, le système était assez organisé pour devenir une dépression tropicale à 355 km à l'est-sud-est de l'archipel.
La dépression est devenue la tempête tropicale Henri le 9 septembre au soir, progressant vers le nord à 11 km/h et se situant à 386 km à l'est des Bermudes. La couverture orageuse de la tempête est toujours restée asymétrique, recouvrant surtout son quadrant nord-est, malgré le passage sur les eaux chaudes favorables du Gulf Stream et un cisaillement des vents en diminution légère.
Le 11 septembre, son déplacement s'accéléra à 31 km/h vers le nord-nord-est et à 21 h UTC les données satellites ont montré qu’Henri n'avait plus un centre de rotation fermé. Le NHC et le Centre canadien de prévision des ouragans ont  donc déclaré que le système était devenu un creux barométrique extratropical à 860 km au sud-sud-ouest de Cap Race, Terre-Neuve alors qu'il abordait les eaux plus froides de l'Atlantique nord. Les restes d’Henri furent absorbés dans les 24 heures suivantes par une dépression venant des provinces Maritimes canadiennes, le tout donnant de la pluie parfois forte sur le sud de Terre-Neuve. Cette dépression extratropicale a traversé l'Atlantique et touché la Grande-Bretagne

### Dépression tropicale NEUF
Une onde tropicale a quitté la côte ouest africaine le 11 septembre, se dirigeant vers l'ouest, dans un environnement peu favorable à son développement. À mi-chemin entre les îles du Cap-vert et les Antilles, le cisaillement vertical s'est finalement amoindri ce qui a permis de développer un centre dépressionnaire et finalement une dépression tropicale le 16 septembre. Cette dépression NEUF s'est maintenue de peine et de misère quelques jours. Elle s'est finalement dissipée en fin de journée du 19 septembre à 1 270 km à l'est-nord-est des Petites Antilles.

### Tempête tropicale Ida
Une autre onde tropicale a suivi le même chemin que Neuf depuis la côte africaine vers l'ouest dans un environnement peu favorable. Elle a été classée comme dépression tropicale Dix le 18 septembre à 15 heures UTC à 1 405 km à l'ouest des îles du Cap-Vert puis tempête tropicale Ida à 03 heures UTC le 19 septembre. Ce système très désorganisé s'est ensuite dirigé vers le nord-ouest avant de dériver lentement vers l'est à environ 1 700 km à l'est des îles du Vent à partir du 21 septembre.
Le 24 septembre, Ida est redescendu au niveau de dépression tropicale et sa trajectoire s'est modifiée vers le nord-nord-est avec une déplacement toujours très lent. Les conditions restant très défavorables pour un redéveloppement, cisaillement moyen des vents en latitude et invasion d'air sec, elle s'est mise à dériver en tous sens par la suite. Finalement, Ida est devenu une faible dépression post-tropicale le 27 septembre en soirée à 1 645 km à l'est-nord-est des îles du Vent et a été absorbée par un creux barométrique des latitudes moyennes par la suite.

### Ouragan Joaquin
Formé entre les Bermudes et les Bahamas le 28 septembre, la dépression tropicale Joaquin ne devait pas se développer très fortement, à cause du cisaillement des vents important en altitude, selon les premiers estimés du National Hurricane Center. Malgré tout, le système a persisté pour devenir une tempête tropicale le 29 septembre et un ouragan le 30 septembre. Il a atteint la catégorie 3 de l'échelle de Saffir-Simpson le 1er octobre, puis a frappé les Bahamas un peu plus tard en journée à la catégorie 4, ses vents soutenus étant de 215 km/h avec des rafales plus fortes et la pression centrale de 936 hPa.
Après deux jours à errer sur les Bahamas, Joaquin s'est finalement dirigé vers le nord-est, menaçant les Bermudes. Le 3 octobre à 15 heures UTC, un avion de reconnaissances a mesuré des vents soutenus de 250 km/h dans l'ouragan, avec des rafales plus fortes, ce qui en faisait un ouragan à la limite supérieure de la catégorie 4 de l'échelle de Saffir-Simpson. Il a passé à l'ouest des Bermudes le 4 octobre, tout en perdant de son intensité. Sa trajectoire s'est finalement incurvée vers l'Europe où il arrivé sous la forme d'une tempête extratropicale.
Joaquin a fait des dégâts importants dans les Bahamas et aux Bermudes. Un cargo, le SS El Faro, a coulé corps et bien dans les Bahamas, entraînant la mort des 33 membres d'équipage.

### Ouragan Kate
Une onde tropicale sortant de la côte africaine le 2 novembre est entrée en interaction avec un creux barométrique d'altitude et des conditions favorables à son développement à l'est des Petites Antilles. Le 9 novembre, le NHC a émis un bulletin pour annoncer la formation de la dépression tropicale Douze au sud-est des Bahamas. Elle a donné de fortes pluies en longeant ces îles vers le nord-ouest et elle est devenue la tempête tropicale Kate en après-midi. Sa trajectoire se courbant vers le nord-est ensuite, Kate est rehaussé tôt le 11 novembre au niveau d'ouragan de la catégorie 1 à 420 km au nord des Bermudes, le quatrième ouragan de la saison.
Entrant sur des eaux plus froides et dans un fort cisaillement des vents en altitude, sa convection s'est détachée du centre. En après-midi du 11 novembre, l'ouragan montrait déjà des signes de transformation post-tropicale et une dépression frontale des latitudes moyennes s'en approchait de l'ouest, prête à s'y fusionner. Dès la soirée, Kate était redevenue une tempête tropicale et le 12 novembre au matin, le système est devenu extra-tropical à 690 km au sud-sud-est de Cap Race, Terre-Neuve.
La vigoureuse dépression résultante s'est dirigée vers le nord-est pour passer au nord des îles Britanniques entre les 14 et 16 novembre, affectant l'Irlande, l'Écosse et le Pays de Galles. La pluie abondante a causé quelques inondations locales, les vents forts ont cassé des arbres et les vagues ont déferlé sur la côte des trois endroits,.

## Chronologie des événements
| D | T | 1 | 2 | 3 | 4 | 5 |